# برسات
برسات (بالألمانية: Pressath) هي بلدة ألمانية تقع في ألمانيا في Neustadt an der Waldnaab (district). يقدر عدد سكانها بـ 4,601 نسمة .